# Baggrave Hall
Baggrave Hall est une maison de campagne classée Grade II * du XVIIIe siècle située dans la paroisse de Hungarton, dans le Leicestershire, en Angleterre . Il s'agit d'un bâtiment de deux et trois étages de style palladien, construit en pierre de taille dans les années 1750, avec un toit en croupe en ardoise du Swithland et des cheminées en faîtage en briques. Une aile supplémentaire en brique rouge peut être datée de 1776. Le terrain actuel couvre 220 acres (89 ha). La maison est classée en 1951, mais a subi de graves dommages de la part d'un propriétaire en 1988-1990.

## Histoire
Avant la dissolution des monastères, le site appartient à l'abbaye de Leicester . Il est ensuite vendu par la Couronne à Francis Cave, dont le petit-fils, Sir Alexander Cave, le revend avant 1625 à Edward Villiers, demi-frère du duc de Buckingham.
La maison appartient à la fin du XVIIe siècle à John Edwyn, dont le petit-fils, également John, la reconstruit, mais incorpore certaines parties du manoir du XVIe siècle . En 1770, sa fille Anna Edwyn épouse Andrew Burnaby, archidiacre de Leicester, et ainsi la propriété du domaine passe à la famille Burnaby. Les propriétaires ultérieurs sont Edwyn Burnaby, haut shérif du Leicestershire, son fils Edwyn Burnaby et son petit-fils Algernon Edwyn Burnaby. Baggrave Hall est la maison d'enfance de Caroline Louisa Burnaby, une arrière-grand-mère de la reine Élisabeth II. Peu de temps après la mort d'Algernon Burnaby en 1938 , son fils et héritier Hugh Edwyn Burnaby vend le domaine . Elle devient la maison de la famille Earle, qui la vend vers 1975 .
La structure du bâtiment est gravement endommagée en 1988-1990 alors qu'il appartient à une société étrangère contrôlée par Asil Nadir, qui a acheté le domaine pour 3 millions de livres sterling. La maçonnerie est enlevée, les murs sont sapés et les murs intérieurs, les sols et les plafonds sont détruits. Le propriétaire actuel s'est engagé à réparer les dégâts dans la mesure du possible . L'extérieur de la maison peut être vu à partir d'un sentier public qui relie South Croxton et Lowesby.